# Żółtosocza strzałkowata

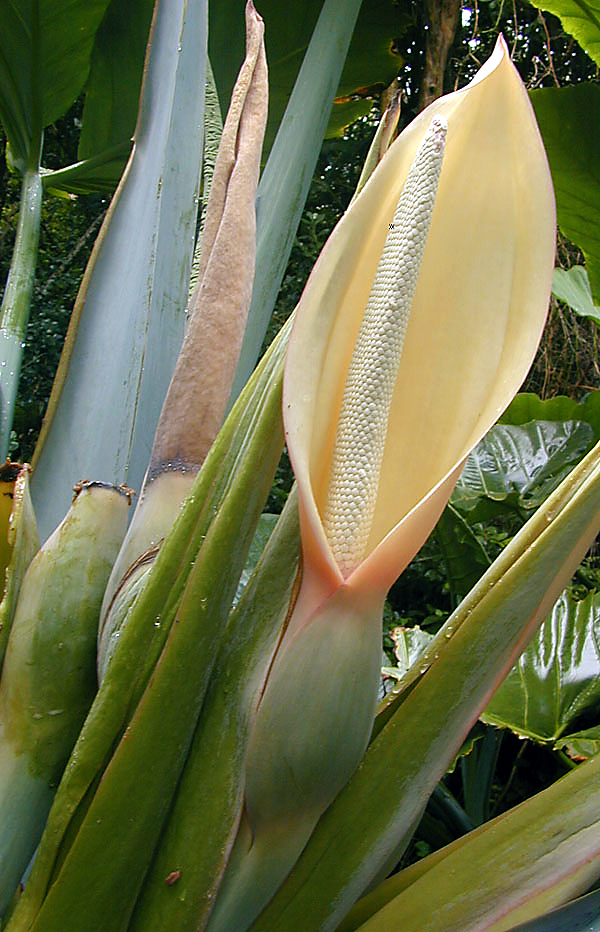
Kwiatostan żółtosoczy strzałkowatej

Żółtosocza strzałkowata (Xanthosoma sagittifolium) – gatunek roślin pochodzący z północnej części Ameryki Południowej  i rejonu karaibskiego. Rośliny te uprawiane są dla jadalnych bulw oraz jako rośliny ozdobne. Gatunek jest typowym dla rodzaju żółtosocza z rodziny obrazkowatych.

## Morfologia
Roślina zielna o dużych strzałkowatych liściach, mocno wciętych u nasady, o długości 60–120 cm. Gatunek podobny: kolokazja jadalna (ma mniej wcięte liście).

## Zastosowanie
Rośliny jadalneGatunek jest uprawiany przemysłowo z uwagi na bogate w skrobię bulwy o długości około 20 cm. Pędy te w stanie surowym są cierpkie, a spożyte na surowo powodują zapalenie przewodu pokarmowego. Spożywa się je po ugotowaniu lub smażeniu w głębokim oleju (jak frytki). Na Kubie osoby z łagodnymi wrzodami przewodu pokarmowego stosują dietę z gotowanych bulw tej rośliny. Na Wyspach Karaibskich oraz w Azji gatunek ten uprawia się również z uwagi na jadalne liście, które są spożywane jako jarzyna sałatkowa.
Bulwy zawierają od 15 do 39% węglowodanów, 2 do 3% białka i 70 do 77% wody.
Uprawa żółtosoczy strzałkowatej była szeroko rozpowszechniona w Ameryce już w czasach odkrycia tych ziem przez Krzysztofa Kolumba. Obecnie gatunek ten uprawiany jest nie tylko w Ameryce, ale również w Afryce, Azji, Australazji i Europie. Nazwa zwyczajowa bulw tego gatunku to cocoyam (ang.), malanga, tannia lub yautia (hiszp.).
Rośliny ozdobneGatunek z uwagi na ozdobne i efektownie unerwione liście, uprawiany jest również jako roślina ozdobna, szczególnie w paludariach, a w krajach o ciepłym klimacie także jako roślina ogrodowa.

## Uprawa

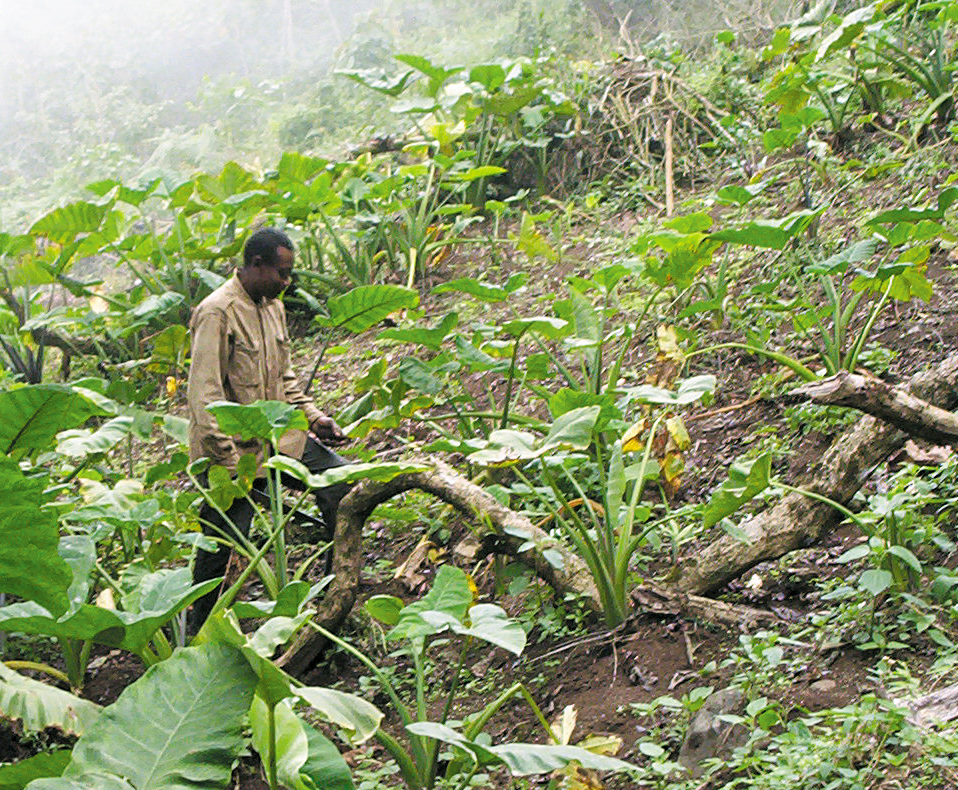
Uprawa żółtosoczy w Kamerunie

WymaganiaRośliny z tego gatunku wymagają miejsc ciepłych i nasłonecznionych, a także wysokiej wilgotności powietrza. Podłoże powinno być lekkie, żyzne, stale wilgotne; najlepsza jest mieszanka torfu, ziemi inspektowej i piasku. Temperatura w lecie powinna wynosić od 18 do 30 °C, a w zimie od 12 do 15 °C. Rozmnażanie polega na wysiewie nasion, podziale kłącza lub wysadzaniu bulw przybyszowych.
Produkcja na świeciePrzemysłowo gatunek uprawiany jest jako roślina roczna. Sadzonki z nasion, podzielone bulwy lub bulwy przybyszowe wysadzane są w ziemnych kopcach, na głębokości powyżej 5 cm, aby ograniczyć tworzenie przypowierzchniowych bulw przybyszowych, ograniczających wydajność produkcji. Na hektarze sadzi się od 10000 do 30000 roślin. Szeroko rozpowszechnione jest chemiczne i organiczne nawożenie upraw, osiągające ponad pół tony nawozu na hektar. Zbiór następuje po 8–12 miesiącach i osiąga od 7 do 30 ton z hektara. Przed wprowadzeniem do obrotu bulwy są myte, suszone i dezynfekowane, a następnie chłodzone. W małych plantacjach zbiera się wyłącznie bulwy przybyszowe.
Produkcja światowa w roku 2008 wyniosła 393 134 ton. Głównymi producentami są: Kuba (240 000 ton), Wenezuela (79 101 ton), Peru (30 444 ton) i Dominikana (21 801 ton).